# Joaquin Phoenix
Joaquin Rafael Phoenix (nacido como Joaquín Rafael Bottom; Río Piedras, San Juan; 28 de octubre de 1974) es un actor y músico estadounidense nacido en Puerto Rico, ganador de un Óscar y nominado en cuatro ocasiones a la estatuilla, ganador de dos Globos de Oro, un SAG, un BAFTA, dos Critics Choice Awards, de la Copa Volpi en el Festival Internacional de Cine de Venecia y del premio a Mejor Actor en el Festival de Cannes. Es hermano del actor River Phoenix, y de las actrices Rain, Summer y Liberty Phoenix.
Phoenix comenzó a actuar en televisión con su hermano, River, y su hermana, Summer. Su primer papel importante en el cine fue en SpaceCamp (1986). Durante este período, apareció en los créditos como Leaf Phoenix, su nombre propio. Recibió una atención más amplia por su interpretación de Cómodo en la película épica Gladiator, que le valió una nominación a los Óscar al mejor actor de reparto. Posteriormente, ganó el premio al mejor actor de comedia o musical en los Premios Globo de Oro por interpretar al músico Johnny Cash en la película biográfica Walk the Line (2005); y la Copa Volpi por interpretar a un veterano de guerra alcohólico en el drama The Master (2012).
La filmografía de Phoenix incluye películas como Signs (2002), The Village (2004), Hotel Rwanda (2004), Her (2013) e Inherent Vice (2014). Obtuvo gran reconocimiento por interpretar a un asesino en You Were Never Really Here (2017), por el que ganó el premio del Festival de Cine de Cannes al mejor actor, y por el personaje principal en Joker, de 2019, que le valió su segundo Globo de Oro y su primer Óscar. En su discurso de aceptación del galardón, habló sobre la desconexión con la naturaleza, la crueldad hacia los animales, de la industria láctea y recordó a su hermano fallecido, River Phoenix.

## Biografía

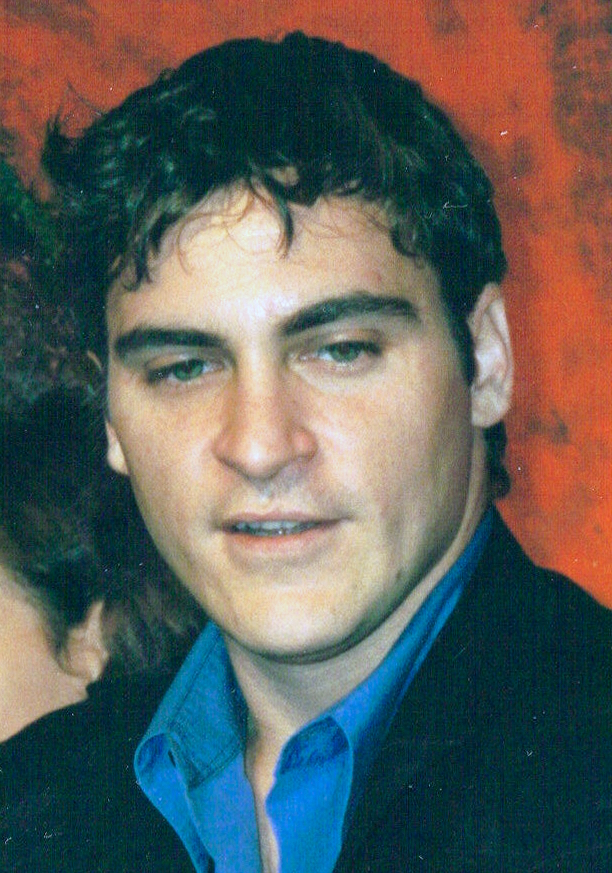
Phoenix en 2000

Phoenix nació en el Hospital Metropolitano San Francisco, en el distrito de Río Piedras de San Juan (Puerto Rico), hijo de John Lee Bottom, fundador de una empresa de jardinería, y Arlyn «Heart» Bottom (de soltera Dunetz), secretaria ejecutiva de la NBC y cuya conexión con un agente proporcionó a sus hijos trabajo como actores. Phoenix es el tercero de cinco hermanos, después de River (1970-1993) y Rain (1972), y antes de Liberty (1976) y Summer (1978), todos los cuales se han dedicado a la interpretación. También tiene una media hermana del lado paterno, Jodean (nacida en 1964). Su padre era católico de Fontana, California, y tenía ascendencia inglesa, alemana y francesa. Su abuelo materno, Meyer Dunetz, era judío ruso, y su abuela materna, Margit Lefkowitz, judía húngara; ambos eran judíos asquenazíes y residían en Nueva York. Los padres de Phoenix se conocieron cuando su madre hacía autostop en California; se casaron menos de un año después de conocerse, el 13 de septiembre de 1969, en una ceremonia improvisada. 
Poco después de nacer su segundo hijo, se unieron a la secta religiosa Los Niños de Dios y viajaron por el Caribe y Sudamérica como misioneros, donde nacieron los dos hijos siguientes. Finalmente se desilusionaron con el grupo y lo abandonaron en 1977, al oponerse a las reglas cada vez más distorsionadas del culto, en particular la práctica de Flirty Fishing. El quinto hijo nació en Florida, donde la familia se estableció; por esa época adoptaron legalmente el apellido Phoenix, inspirado en el ave mítica que resurge de sus propias cenizas, símbolo de un nuevo comienzo. Cuando Joaquín tenía tres años, él y sus hermanos mayores presenciaron cómo aturdían a los peces mientras «los arrojaban contra el costado del barco», lo que impulsó a toda la familia a convertirse a un estilo de vida vegano. En esta época, Phoenix se refirió por primera vez a sí mismo como «Leaf», inspirado por pasar tiempo al aire libre rastrillando hojas y queriendo un nombre relacionado con la naturaleza como el de sus hermanos. Su madre comenzó a trabajar como secretaria en la NBC y su padre se convirtió en arquitecto paisajista. Sus padres contrataron a un agente que, finalmente, introdujo a los hermanos en el mundo de la interpretación. Phoenix es el tercero de cinco hermanos, tras River (1970-1993) y Rain (nacido en 1972), y precediendo a Liberty (Caracas, 1976) y Summer (Winter Park,1978), todos los cuales se han dedicado a la interpretación. También tiene una media hermana paterna, Jodean (1964). Volvió a su nombre de nacimiento, Joaquin, a los 15 años.

## Trayectoria
En 1979, cuando el padre de Phoenix tuvo que dejar de trabajar debido a una antigua lesión en la columna vertebral, la familia se trasladó a Los Ángeles, donde la madre conoció a una agente infantil de alto perfil llamada Iris Burton, que consiguió que los niños participaran en anuncios y pequeños papeles en televisión. Phoenix debutó como actor junto a su hermano en la serie de televisión Seven Brides for Seven Brothers en el episodio de 1982 «Canción de Navidad».
En 1984, Phoenix protagonizó junto a su hermano River el programa ABC Afterschool Special titulado Backwards: The Riddle of Dyslexia, por el que compartieron una nominación a Mejor Actor Joven en una Película Familiar Realizada para Televisión en los 6th Youth in Film Awards. También hizo apariciones como invitado en el episodio de Murder, She Wrote «We're Off to Kill the Wizard», y en episodios individuales de The Fall Guy y Hill Street Blues.
Phoenix hizo su debut en el largometraje en la película de aventuras SpaceCamp (1986) como un joven que va al Centro Espacial Kennedy para aprender sobre el programa espacial de la NASA y se somete a un entrenamiento de astronauta amateur. Ese mismo año participó como estrella invitada en el episodio «Un final muy feliz» de la serie de antología Alfred Hitchcock Presenta, en el que interpretaba a un niño que chantajea a un asesino a sueldo para que mate a su padre. El primer papel protagonista de Phoenix fue en la película Russkies (1987), sobre un grupo de amigos que, sin saberlo, entablan amistad con un soldado ruso durante la Guerra Fría.
En 1989, Phoenix coprotagonizó el papel de Garry, el sobrino adolescente retraído del personaje de Steve Martin en la comedia dramática de Ron Howard Parenthood. Fue un éxito de taquilla, recaudando 126 millones de dólares en todo el mundo frente a su presupuesto de 20 millones. La crítica alabó la película, y los críticos de IndieWire destacaron al reparto y sus interpretaciones por poseer «un corazón genuinamente simpático y, en ocasiones, perspicaz», calificando a Phoenix de «adolescente angustiado tremendamente creíble», en una actuación que le valió una nominación al Young Artist Award al Mejor Actor Joven Protagonista de Largometraje. El papel de Garry fue retomado en la serie basada en la película por Leonardo DiCaprio, que estudió la interpretación de Phoenix «para hacerlo bien». Tras establecerse como actor infantil, Phoenix sintió que no le llegaban ofertas atractivas; decidió tomarse un descanso de la actuación y viajó a México con su padre, y aprendió español.

### 1994–1999: Regreso a la actuación
Phoenix volvió a la actuación para trabajar en la comedia negra de Gus Van Sant To Die For (1995), basada en la novela homónima de Joyce Maynard, que a su vez se inspiró en el caso del asesinato de Pamela Smart. Phoenix interpretó a Jimmy Emmett, un joven perturbado que es seducido por una mujer (Nicole Kidman) para cometer un asesinato. La película se estrenó en el Festival Internacional de Cine de Cannes de 1995 y se convirtió en un éxito financiero y de crítica.
En 1997, interpretó a un alborotador de un pequeño pueblo en U Turn de Oliver Stone, y a un hombre pobre enamorado de una mujer rica en Inventing the Abbotts. El mismo año, interpretó a un prisionero condenado a muerte en el drama Return to Paradise. El crítico Roger Ebert notó que Phoenix «no es estoico ni filosófico, pero se siente como se sentiría la mayoría de la gente cuando una sentencia de muerte aparece de la nada». Al año siguiente, protagonizó la comedia negra independiente Clay Pigeons, como un joven en un pequeño pueblo que se hace amigo de un asesino en serie (Vince Vaughn). La película no tuvo resultados positivos en la taquilla,  pero fue mejor recibida por la crítica. En su siguiente película, 8mm (1999), interpretó a un empleado de una tienda de videos para adultos que ayuda a Tom Welles (Nicolas Cage) a investigar el submundo de la pornografía ilegal. La película resultó ser un éxito de taquilla, recaudando 96 millones de dólares en todo el mundo, pero encontró pocos admiradores entre los críticos.

### 2000-2005: Aclamación crítica y éxito comercial
El año 2000 marcaría un antes y un después en su carrera. Ese año interpretó al emperador Commodus en Gladiator, papel que le supuso una nominación a los Premios Óscar y al Globo de Oro como mejor actor de reparto. Obtuvo aclamaciones del público y la crítica con sus papeles como el despiadado Willie Gutiérrez en The Yards, y como el idealista Abate de Coulmier en Quills. Por estos tres papeles, Phoenix se llevó el premio a mejor actor durante la ceremonia de los Critics Choice Awards en 2001, al igual que el premio entregado por el National Board of Review en la misma categoría.
Al año siguiente, Phoenix protagonizó la película satírica Buffalo Soldiers en el papel de un soldado del ejército estadounidense. El estreno mundial tuvo lugar en el Festival Internacional de Cine de Toronto de 2001, a principios de septiembre. Sin embargo, debido a que la película era una sátira del ejército estadounidense, su estreno se retrasó aproximadamente dos años a causa de los atentados del 11 de septiembre; finalmente se estrenó el 25 de julio de 2003 Nev Pierce,de la BBC, escribió que "Phoenix está excelente como el sargento Bilko de la Generación X, asegurando que su carácter alegremente amoral nunca pierda el corazón, mostrando ternura, amor, dolor y miedo a medida que sus juegos se salen de control" y Phoenix recibió una nominación al Premio del Cine Independiente Británico al Mejor Actor.
Después vendrían diversas colaboraciones con el director de Sexto sentido, M. Night Shyamalan. Phoenix participó en Señales (2002) junto a Mel Gibson. En 2003, Phoenix interpretó al irresoluto marido de una patinadora superestrella (Claire Danes) en el drama romántico de Thomas Vinterberg It's All About Love, y puso voz a Kenai en la película de animación de Disney Brother Bear. La película recaudó 250,4 millones de dólares en todo el mundo, y fue nominada al Oscar a la mejor película de animación. Phoenix se reencontró con Shyamalan en el thriller de época The Village (2004). En su siguiente película del año, protagonizó, junto a John Travolta, el drama Ladder 49 como bombero de Baltimore. La última película de Phoenix en 2004 fue Hotel Rwanda, de Terry George, en la que interpreta al cámara Jack Daglish. Por su interpretación en la película, Phoenix fue nominado a un Screen Actors Guild Award.

En 2005 llegó su papel de la leyenda del country Johnny Cash en la película Walk the Line, junto a Reese Witherspoon, que interpretó a June Carter, la esposa de este. Centrada en la vida de una de las grandes figuras de la música norteamericana, esta película supuso la consagración del actor como una de las estrellas más prometedoras del mundo cinematográfico. Ganó el Globo de Oro al mejor actor; además fue nominado al Óscar al mejor actor principal. Phoenix, ganó el Globo de Oro al mejor actor de película musical o de comedia y el Grammy a la mejor banda sonora recopilatoria para medios visuales por la banda sonora de la película.Phoenix también recibió una segunda nominación al Oscar, la primera en la categoría de Mejor Actor, así como una segunda nominación a los BAFTA.Ese mismo año, narró Earthlings (2005), un documental sobre la investigación del maltrato animal en granjas industriales y fábricas de animales de compañía, así como para la investigación científica. Fue galardonado con el Premio Humanitario en el Festival de Cine de San Diego en 2005, por su trabajo y contribución a Earthlings. El filósofo de los derechos de los animales Tom Regan comentó que «para quienes vean Earthlings, el mundo nunca volverá a ser el mismo.

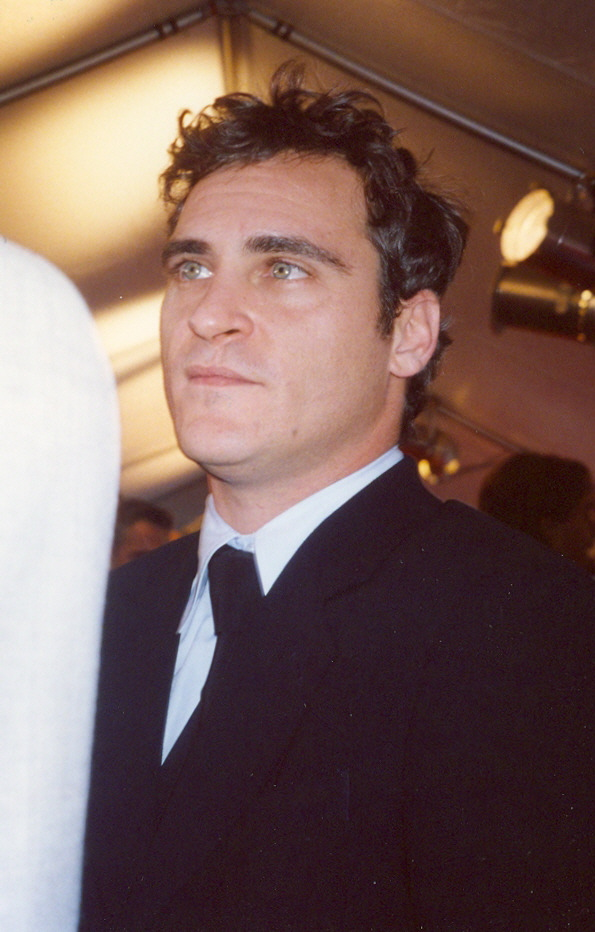
Joaquin Phoenix durante la presentación de Walk the Line en el Festival Internacional de Cine de Toronto, 2005.

### 2005-2008: Nuevas producciones y auto-retiro
El primer trabajo como productor de Phoenix fue el thriller de acción We Own the Night (2007), en el que interpretaba al gerente de un club nocturno Bobby Green/Grusinsky, que intenta salvar a su hermano (Mark Wahlberg) y a su padre (Robert Duvall) de unos sicarios de la mafia rusa. La película, dirigida por James Gray, se estrenó en el Festival de Cannes de 2007 con críticas desiguales.
Ese mismo año, en su segundo largometraje con Terry George, Reservation Road, interpretó a un padre obsesionado por averiguar quién había matado a su hijo en un accidente en el que se dio a la fuga. Phoenix también produjo ejecutivamente el programa de televisión 4Real, un programa de media hora que comenzó a emitirse en 2007. La serie presentaba a invitados famosos en aventuras mundiales «para conectar con jóvenes líderes que están creando un cambio social y económico.
En el año 2007 participó en dos papeles estelares, que le valieron alabanzas de parte del público y la crítica: nuevamente para James Gray en We Own the Night, película policial ambientada en los años ochenta, y Reservation Road, a las órdenes de Terry George. 
En 2008 participó en el papel estelar de la película Two Lovers, dirigido por James Gray, papel que le valió críticas ampliamente positivas por su dificultad. El drama romántico se estrenó en el Festival de Cannes de 2008. Phoenix había comenzado a filmar su próxima actuación para la película de falso documental I'm Still Here (2010), que los medios sintieron que eclipsó el estreno en cines de la primera. I'm Still Here pretende seguir la vida de Phoenix, desde el anuncio de su retiro de la actuación, hasta su transición a una carrera como artista de hip hop manejado por el ícono del rap Sean "Diddy" Combs. Dirigida por el entonces cuñado de Phoenix, Casey Affleck, y coescrita por Affleck y Phoenix, la película poco vista se estrenó en el 67.º Festival Internacional de Cine de Venecia con críticas mixtas; los críticos estaban divididos sobre si interpretar la película como documental o arte escénico.  Después de su estreno, Phoenix explicó que la idea del largometraje surgió de su asombro de que la gente creyera las afirmaciones de los programas de telerrealidad de que no tenían guion. Al afirmar que se retiraba de la actuación, él y Affleck planearon hacer una película que "explorara la celebridad y la relación entre los medios y los consumidores y las celebridades mismas" a través de su película.

### 2011-2019: Regreso al cine con alabanzas
En 2011, se anunció que Phoenix protagonizaría la película dramática de Paul Thomas Anderson, The Master (2012) que narra la relación entre Freddie Quell (Phoenix), un veterano de la marina de la Segunda Guerra Mundial que lucha por adaptarse a una sociedad de posguerra y Lancaster Dodd (Philip Seymour Hoffman), un líder de un movimiento religioso conocido como "La Causa". Para crear el personaje, Phoenix perdió una cantidad significativa de peso y fue a un dentista para ayudar a cerrar la mandíbula de un lado; un rasgo que tenía su propio padre. La película se estrenó en el Festival de Cine de Venecia de 2012 , donde ganó la Copa Volpi al Mejor Actor. La película de arte y ensayo solo recaudó $ 28 millones y fue recibida con elogios de crítica y público.  Su actuación fue alabada públicamente por sus compañeros actores Daniel Day-Lewis, Jessica Chastain y Robert Duvall. Phoenix recibió su tercera nominación al Premio de la Academia, la segunda a Mejor Actor, así como nominaciones al Globo de Oro al Mejor Actor en Drama Cinematográfico y al Premio BAFTA al Mejor Actor.

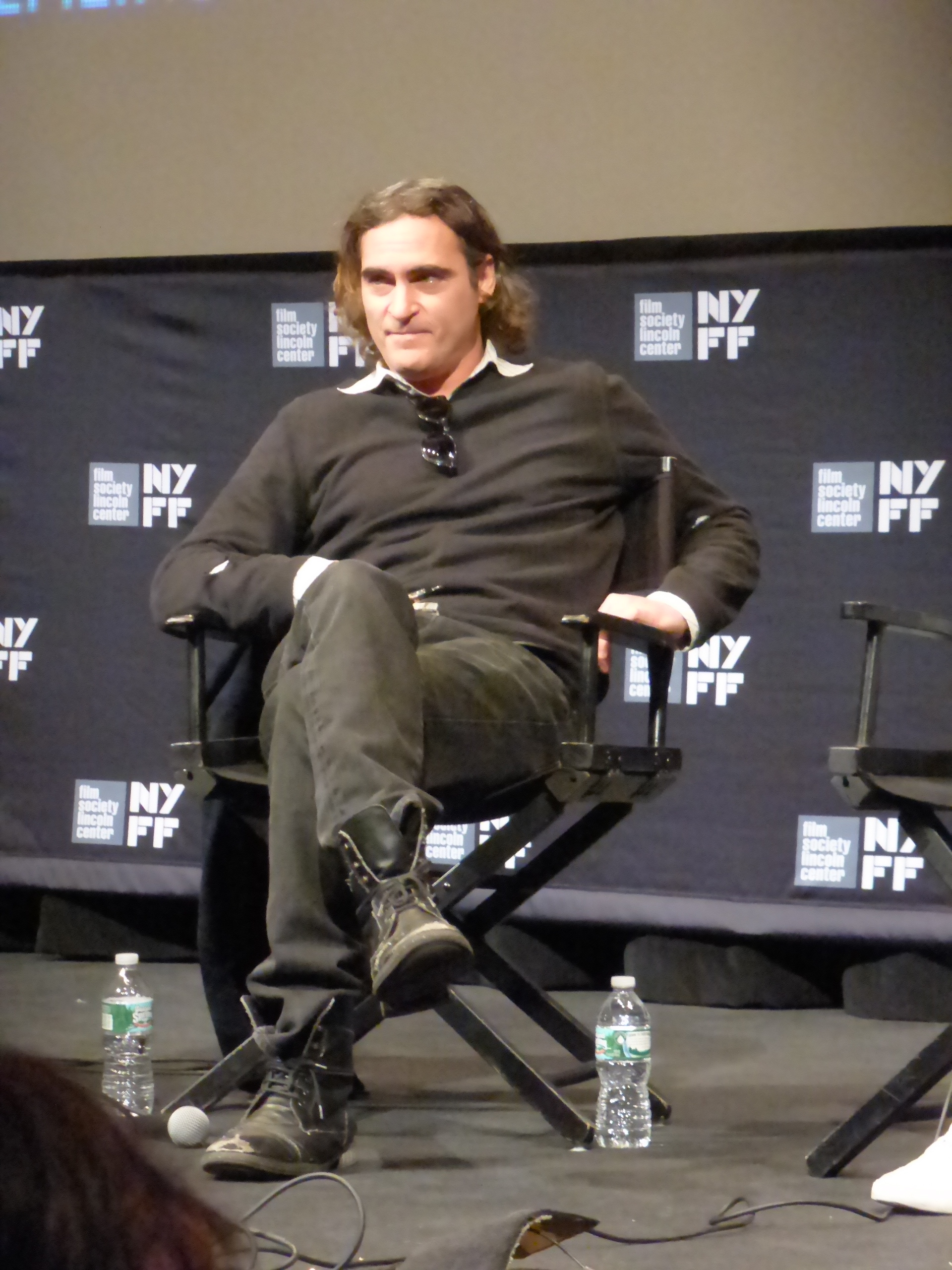
Joaquin Phoenix en el Festival de Cine de Nueva York durante la presentación de Her, 2013

En 2013, Phoenix protagonizó la película romántica de ciencia ficción Her, dirigida por Spike Jonze. En esta, Phoenix interpreta a Theodore Twombly, un hombre que desarrolla una relación con Samantha (Scarlett Johansson), un sistema operativo de computadora inteligente personificado a través de una voz femenina. Tuvo su estreno en el Festival de Cine de Nueva York el 12 de octubre de 2013. Her tuvo una recaudación mundial de $ 47 millones y recibió elogios generalizados de la crítica, junto con la actuación de Phoenix. Los críticos de cine Manohla Dargis y David Edelstein coincidieron en que ningún otro actor podría haber hecho el papel excepto Phoenix, y afirmaron que "Her es aún más difícil de imaginar sin el Sr. Phoenix, un actor que sobresale en un aislamiento exquisito" y "Es difícil imaginar a alguien más conmovedor" que Phoenix en el papel. Phoenix recibió su cuarta nominación para el Golden Globe Award. La película fue nominada a cinco premios de la Academia, incluida la de Mejor Película. También en 2013, Phoenix colaboró con el director James Gray por cuarta vez en la película dramática The Immigrant. Interpretó a Bruno Weiss, un proxeneta que prostituye a la inmigrante polaca Ewa (Marion Cotillard) y termina enamorándose de ella. Se proyectó en el Festival de Cine de Cannes de 2013, así como en el Festival de Cine de Nueva York de 2013. La película se estrenó en Estados Unidos el 16 de mayo de 2014. The Immigrant no tuvo éxito en la taquilla pero recibió críticas positivas.

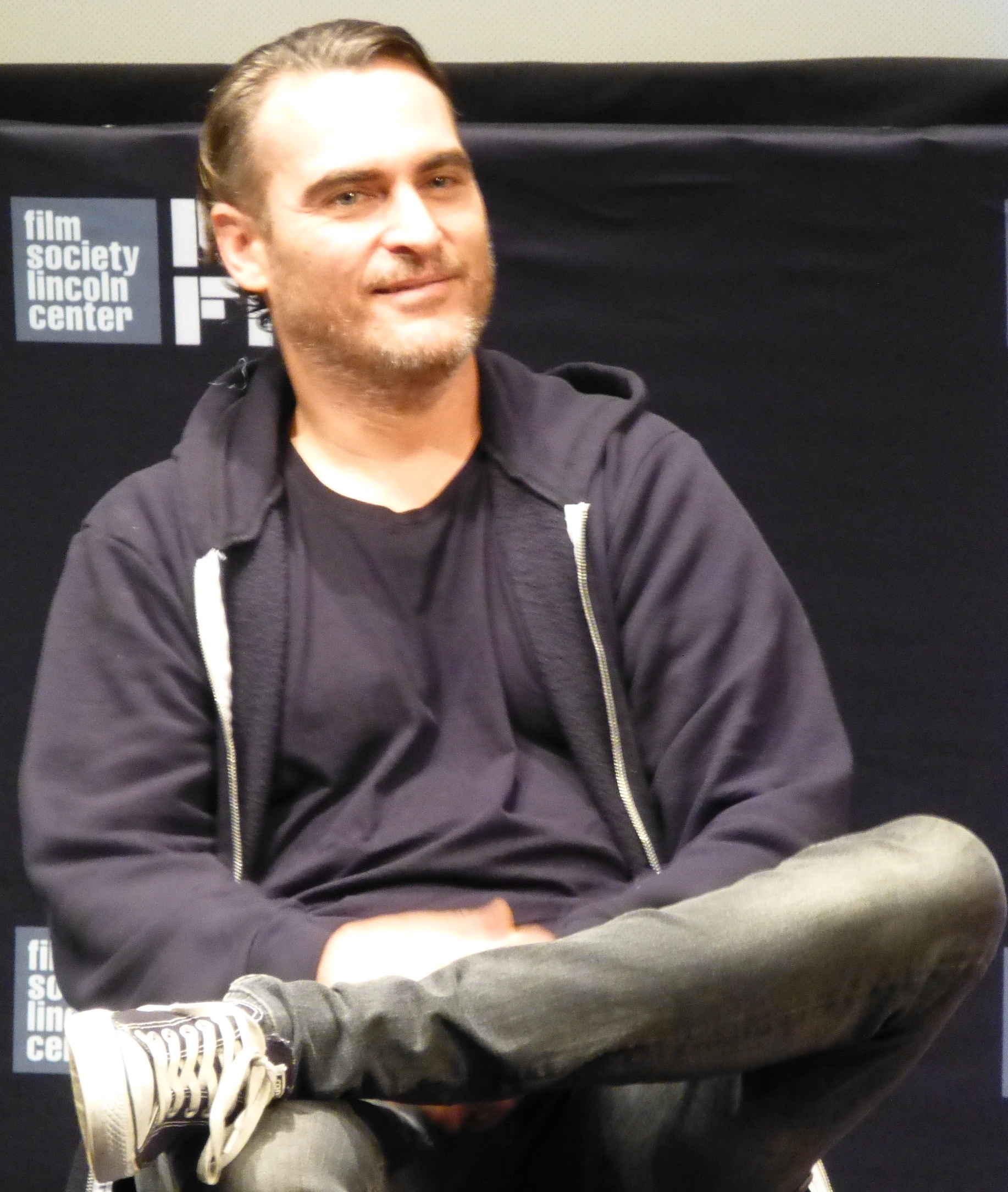
Phoenix presentando Inherent Vice, 2014

En 2014, Phoenix se reunió con Paul Thomas Anderson para la película de comedia y drama criminal Inherent Vice, la primera adaptación de un libro de Thomas Pynchon. Phoenix interpretó a Doc Sportello, un investigador privado y hippie drogadicto que intenta ayudar a su exnovia a resolver un crimen. Inherent Vice se estrenó como pieza central en el Festival de Cine de Nueva York el 4 de octubre de 2014 y se extendió a nivel nacional el 9 de enero de 2015. Recibió críticas en su mayoría positivas y muchos críticos elogiaron la película por sus actuaciones, mientras que algunos se sintieron frustrados por su complicada trama, sin embargo, solo recaudó $ 11.1 millones en taquilla. Phoenix fue nominado a su quinto Globo de Oro por su actuación.
Phoenix protagonizó la comedia dramática de misterio de 2015 Irrational Man. Dirigida por Woody Allen, la película se proyectó fuera de competencia en el Festival de Cine de Cannes de 2015, recibió críticas mixtas y positivas, y comenzó a estrenarse en cines el 17 de julio de 2015. Después de narrar la secuela del documental Earthlings sobre los derechos de los animales, Phoenix narró Unity, lanzado el 12 de agosto de 2015.
Phoenix protagonizó cuatro películas estrenadas en 2018: en la primera, Phoenix interpretó a Jesús en María Magdalena, escrita por Helen Edmundson y dirigida por Garth Davis, junto a Rooney Mara. Fue lanzada en el Reino Unido el 16 de marzo de 2018 con críticas desiguales. El distribuidor original de la película ha sido la causa del retraso en el estreno de la película en Estados Unidos. Más tarde, Phoenix interpretó a Joe, un exagente del FBI y veterano de la guerra del Golfo que sufre de trastorno de estrés postraumático, en el thriller de Amazon Studios You Were Never Really Here (2017), escrito y dirigido por Lynne Ramsay. La película se estrenó en competición en el Festival de Cine de Cannes, donde recibió una gran aclamación de la crítica y le valió a Phoenix el Premio al Mejor Actor del Festival de Cine de Cannes. La película comenzó a estrenarse en EE. UU. El 6 de abril de 2018. Muchos críticos coincidieron en que la actuación de Phoenix es una de las mejores hasta la fecha, y Justin Chang, del Los Angeles Times, la describió como "la obra más fascinantemente contenida" de su carrera. En su tercer largometraje del año, Phoenix interpretó al dibujante cuadripléjico John Callahan en su segundo largometraje con el director Gus Van Sant, la película biográfica Don't Worry, He Won't Get Far on Foot. La película fue lanzada el 13 de julio de 2018 y la actuación principal de Phoenix recibió elogios de la crítica. Su último papel cinematográfico de 2018 fue como Charlie Sisters en el debut en inglés de Jacques Audiard, una adaptación de la novela histórica de Patrick deWitt, The Sisters Brothers,  donde compartieron crédito con Jake Gyllenhaal y Riz Ahmed. La película fue lanzada el 21 de septiembre de 2018. Este mismo año, también colaboró con Rooney Mara, Sia, Sadie Sink y Kat von D para narrar el documental sobre los derechos de los animales de Chris Delforce, Dominion. Por su contribución al documental, fue galardonado con el Premio a la Excelencia en Narración 2018 de los Premios Documentales Independientes Internacionales de Hollywood.

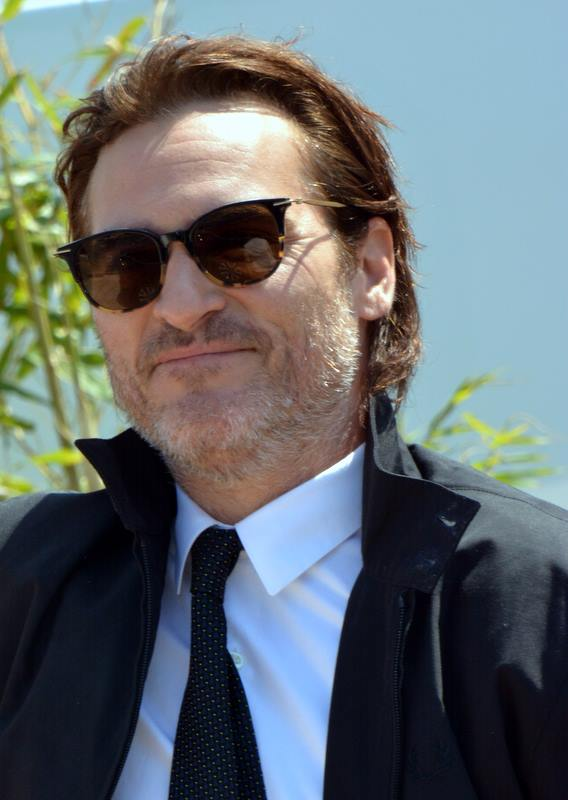
Joaquin en el Festival de Cine de Cannes 2017, donde se consagró como mejor actor por su papel en You Were Never Really Here.

### 2019-presente: Joker y éxito futuro

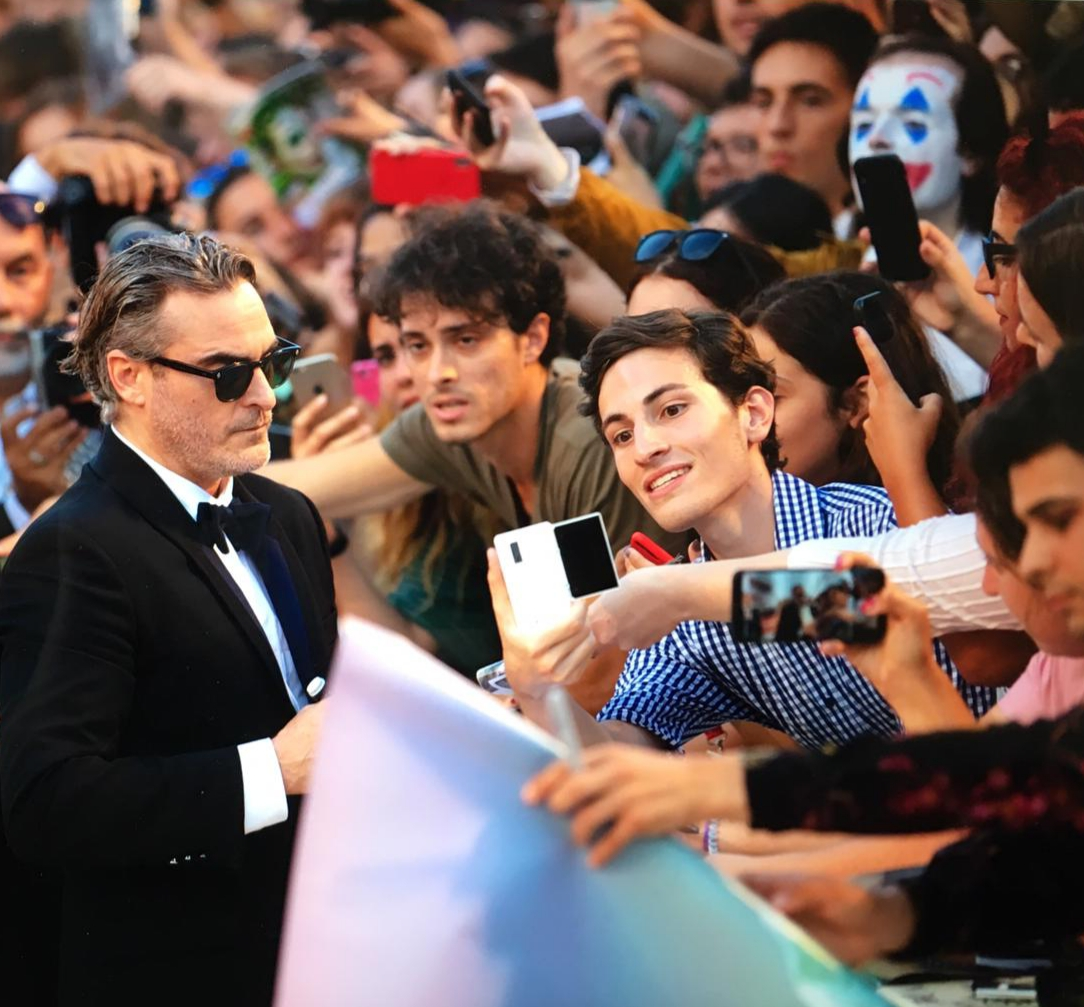
Joaquin firmando autógrafos a los fanes en la alfombra roja del 76 Festival de Cine de Venecia.

En 2019, Phoenix protagonizó al personaje de DC Comics Joker en el thriller psicológico Joker de Todd Phillips, en la que Phoenix interpretó una nueva versión del archienemigo de Batman. Una historia ambientada en 1981, la película sigue a Arthur Fleck, un payaso fracasado y comediante stand-up cuyo descenso a la locura y el nihilismo inspira una violenta revolución contracultural contra los ricos en una Ciudad Gótica en decadencia. Phoenix perdió 52 libras (24 kg) en preparación, y basó su risa en "videos de personas que sufren de risa patológica" también compartieron crédito con Robert De Niro. Lanzada con gran éxito de crítica en el 76.º Festival Internacional de Cine de Venecia,  la película experimentó una recepción crítica polarizada después de su estreno en cines. Si bien la actuación de Phoenix recibió críticas entusiastas, el tono oscuro, la representación de la enfermedad mental y el manejo de la violencia dividieron las opiniones y generaron preocupaciones de inspirar violencia en la vida real; el cine donde ocurrió el tiroteo masivo de Aurora (Colorado), en 2012 durante una proyección de The Dark Knight Rises se negó a mostrarla. A pesar de esto, Joker se convirtió en un éxito de taquilla recaudando más de $1 mil millones (contra su presupuesto de producción de $55 millones), la primera y única película con clasificación R en hacerlo, convirtiéndose en la película más taquillera de Phoenix. Pete Hammond de Deadline escribió sobre la actuación "extraordinaria" de Phoenix, describiéndola como "deslumbrantemente arriesgada y original" y David Rooney de The Hollywood Reporter llamó a su actuación el "factor imperdible" de la película, escribiendo "habita [el personaje] con una locura por momentos lastimosa y temible en una actuación extravagante que no es motivo de risa [...] Phoenix es la fuerza principal que hace de Joker una entrada tan distintivamente vanguardista en el complejo industrial de cómics de Hollywood". La película le valió numerosos premios, entre ellos un Oscar, un Globo de Oro, un BAFTA, un SAG y un premio Critic's Choice al mejor actor. La conmovedora actuación le valió su primer premio Oscar a Mejor actor y gran cantidad de premios tanto de la crítica, el público y la prensa como de Festivales Internacionales de Cine, siendo el campeón invicto en la temporada de premios del 2020, con su actuación alabada por sus compañeros, entre ellos Robert Duvall, Kathy Bates, Jessica Chastain, Jane Fonda, Quentin Tarantino o Diane Keaton.
2020-presente: películas independientes
En 2020, Phoenix fue incluido en el puesto 12 de la lista de los 25 mejores actores del siglo XXI por The New York Times. La lista fue escrita por los famosos críticos Manohla Dargis y A.O. Scott. El párrafo de Phoenix fue escrito por su colaborador habitual, el director James Gray. También fue productor ejecutivo de Gunda, dirigida por Viktor Kossakovsky. El aclamado documental sigue la vida diaria de un cerdo, dos vacas y un pollo con una sola pata.
En 2021, protagonizó el drama de Mike Mills 'C'mon C'mon', en el papel de Johnny, un periodista radiofónico que se embarca en un viaje a campo traviesa con su joven sobrino. La película de A24 se estrenó en el 48.º Festival de Cine de Telluride, donde obtuvo la mejor media por sala para un estreno limitado desde el inicio de la pandemia del COVID-19. Angelica Jade Bastién de Vulture elogió a Phoenix, escribiendo «una tremenda actuación de Joaquin Phoenix, operando en un registro que rara vez ha encontrado antes. Es lo mejor de su carrera: encantador, empático, humano [...] Posee una calidez que brilla de principio a fin. En el papel de Johnny, Phoenix escucha a la gente y al mundo que le rodea con gran curiosidad. Aquí es donde radica la bravura de la interpretación: su capacidad para aparentemente ser."
Phoenix interpretó a Beau Wassermann, el personaje principal de Ari Aster, en surrealista black tragicomedia Beau tiene miedo (2023), que se estrenó el 14 de abril de 2023, antes de un amplio estreno la semana siguiente. En ella, interpreta a un hombre apacible pero paranoico que se embarca en una odisea surrealista para volver a casa con su madre, enfrentándose a sus mayores miedos por el camino. La película recibió críticas generalmente favorables, y los críticos atribuyeron a la dirección de Aster y Phoenix y a su «puro compromiso» con el papel, el hecho de dar a la película su «innegable poder».Tomris Laffly de TheWrap calificó su interpretación de Beau como «una de sus mejores interpretaciones», alabando su capacidad para actuar con «un sorprendente nivel de vulnerabilidad [...]a la vez enigmática y translúcidamente desnuda». Phoenix recibió su séptima nominación a los Globos de Oro por su interpretación en la película, compartíó reparto con Amy Ryan, Nathan Lane y Patti LuPone.
Phoenix encarnó a Napoleón Bonaparte en Napoleón, su segunda colaboración con el director Ridley Scott, estrenada el 22 de noviembre de 2023 a su lado protagonizó Vanessa Kirby que interpreta a la infiel Joséphine de Beauharnais. La película recaudó más de 200 millones de dólares y recibió críticas dispares (aunque mayoritariamente negativas en Francia), criticada sobre todo por su ritmo y sus inexactitudes históricas.
En 2024, Phoenix retomó su papel de Joker en la secuela de Phillips Joker: Folie à Deux] con Lady Gaga que interpreta a Harley Quinn. También se reunirá con Lynne Ramsay en Polaris, coprotagonizada por Rooney Mara, y con Ari Aster en la película del oeste contemporáneo Eddington. Phoenix iba a protagonizar originalmente junto a Danny Ramírez una película de Todd Haynes, una «historia de amor entre dos hombres» sexualmente explícita ambientada en Los Ángeles de los años 30. Phoenix la había coescrito con Haynes, aconsejándole «ir más allá» con el material explícito, que Haynes dijo que probablemente la habría convertido en una película clasificada NC-17. El proyecto se canceló cuando Phoenix abandonó abruptamente cinco días antes de comenzar el rodaje.<! -- También coprotagonizará con Mara el thriller dramático La isla, de Pawel Pawlikowski.-->

## Vida privada

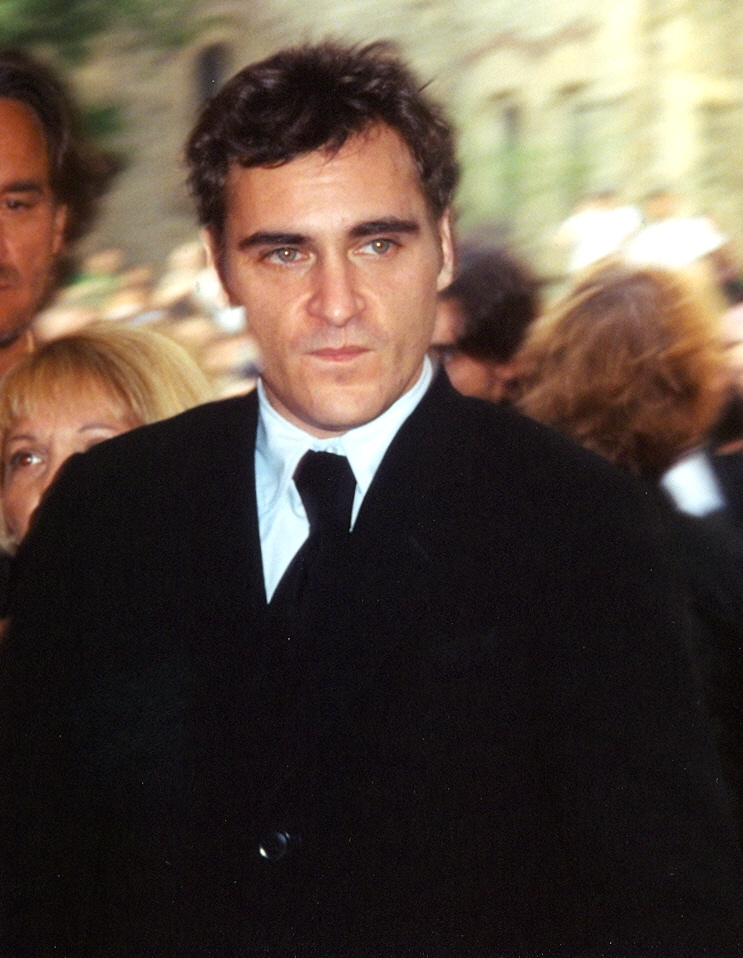
Phoenix en 2005

Su primera novia fue una chica de nombre Fernanda Vindiola, exintegrante de la banda de su hermano River (Aleka's Attic), en 1994. En 1995, mientras filmaba la película Inventing the Abbotts conoció a la actriz Liv Tyler (hija de Steven Tyler, vocalista del grupo de rock Aerosmith), con la que inició una relación de tres años (1995-1998). A principios de 1999 va a Londres a rodar la película Gladiator y salió con la modelo Jessica Joffe. En el verano de 2001 mantuvo una relación con la ex Miss Noruega y modelo Inger Lise Ebeltoft. Entre los años 2002-2005 inicia una relación con la modelo sudafricana Topaz Page-Green, fundadora del Fondo Lunchbox (organización sin fines de lucro que provee comida para los estudiantes africanos) del cual Phoenix es miembro del consejo administrativo. Durante el 2007 al 2008 fue novio de la modelo griega Teuta Memedi. En 2009 comenzó una relación con la cantante francesa Aria Crescendo, la cual duró hasta principios de 2013. A finales de 2013 salió a la luz que mantenía una relación con la DJ Allie Teilz, que llevaron a término en 2015.
Desde 2016 mantiene una relación con la actriz estadounidense Rooney Mara, que comparte su compromiso ético al veganismo. En julio de 2019, se confirmó que están comprometidos. En mayo de 2020 se confirmó que la pareja esperaba su primer hijo. En septiembre de 2020 se anunció el nacimiento de su hijo, River, nombrado en honor a su fallecido hermano River Phoenix. En febrero de 2024 se hizo público que iba a ser padre por segunda vez.

#### La muerte de su hermano River
La noche del 30 de octubre de 1993 Joaquin Phoenix acudió al club nocturno The Viper Room, el local de moda de aquel entonces, parte de la propiedad del actor Johnny Depp, junto con sus hermanos Rain y River y la novia de este, la actriz Samantha Mathis. Aquella noche River esperaba poder tocar con su banda Aleka's Attic pero su amigo Flea, bajista de los Red Hot Chili Peppers, le dio la mala noticia de que no podrían hacerlo porque había demasiada gente sobre el escenario.
Aproximadamente a la una de la mañana, River Phoenix salió del Viper Room en un estado lamentable. Se desplomó en la vereda de Sunset Strip y tuvo convulsiones producto de un exceso de estupefacientes. Eran cerca de las 00:45 cuando Joaquin, de 19 años, corrió a una cabina telefónica a llamar a los servicios médicos de urgencia 911 mientras su hermana Rain trataba de hacerle la reanimación boca a boca. Según palabras del propio Joaquin, en aquel momento ya no se sabía si respiraba o no. River fue trasladado en ambulancia acompañado por Flea y llegó al Cedars-Sinai Medical Center sobre las 1:34 con un ataque al corazón. A la 1:51 del 31 de octubre de 1993 River Phoenix fue declarado muerto. El 12 de noviembre del mismo año se hacía público el informe forense, en el que se dejaba al descubierto que River murió víctima de una sobredosis, después de haber ingerido grandes cantidades de cocaína y heroína. También se le hallaron restos de marihuana y valium. La noticia causó una gran conmoción en Hollywood.
Su cuerpo fue incinerado y las cenizas esparcidas en el rancho de la familia. En su funeral pudo vérsele llevando la camiseta de su grupo, Aleka's Attic. Sus padres se divorciaron al poco tiempo del fallecimiento de River. Su madre Arlyn, al divorciarse, se cambió el nombre a Heart y se unió a John Robbins, directivo de la NBC, quien renunció a su fortuna para volverse un promotor de campañas para mejorar el medio ambiente y promover la paz. Su padre falleció en el año 2010. Su hermana menor Summer, estuvo casada con el actor Casey Affleck, hermano de Ben Affleck. Su hermana Liberty está divorciada y tiene dos hijos, con los que vive en Florida. Rain Phoenix, hermana mayor de Joaquin, también está divorciada, tiene un hijo de nombre Jonas y tiene una banda llamada Papercranes.
Tras haber ganado el Oscar por su actuación en Joker, Joaquin recordó a su hermano en un emotivo discurso: “Cuando tenía 17 años, mi hermano escribió una canción que decía: 'corre al rescate con amor y la paz te seguirá'”, dijo emocionado.

## Activismo social

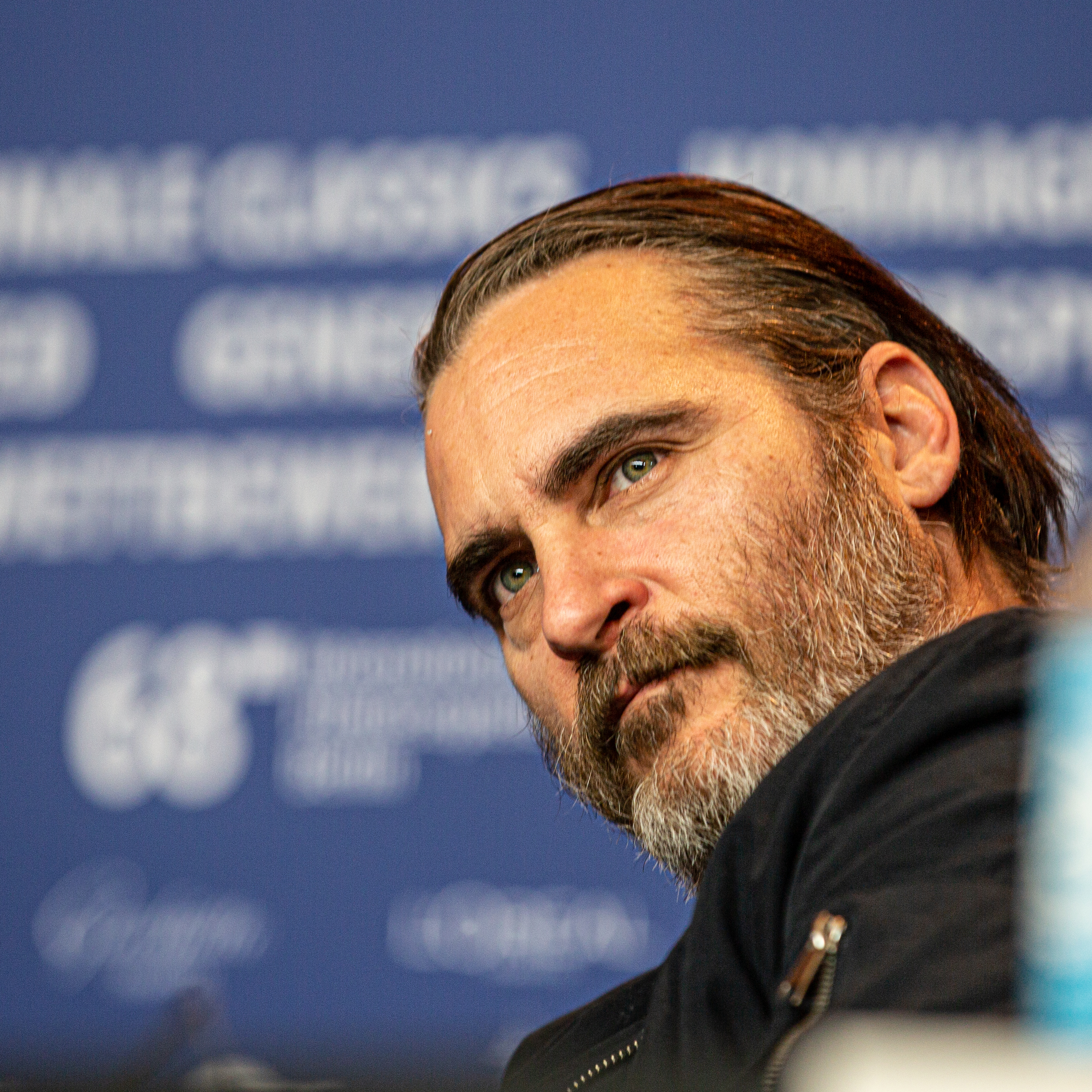
Joaquin Phoenix presentando Don't Worry, He Won't Get Far On Foot, 2018.

Al igual que todos sus hermanos, es vegano y activista por los derechos de los animales. Ha sido en varias ocasiones portavoz de PETA y apoya causas como la conservación del medio ambiente, el veganismo, así como Amnistía Internacional. También participó como narrador de la cinta Earthlings, un aclamado documental acerca de cómo nuestra especie, los seres humanos, utiliza actualmente a otras especies animales para su propio interés.
En 2005 participó en el documental I'm Still Here Real, diarios de los jóvenes que sobrevivieron durante el Holocausto. En el año 2007 se implicó en la demanda de AFIPA, una asociación francesa para la protección de los animales. Exigía al comisario europeo de la materia que pusiera fin a las deplorables condiciones de transporte, comercio y muerte que la importación y exportación de perros y gatos presentan y ante las cuales la Unión Europea no interviene con ningún tipo de legislación.
Se le ha visto también en labores humanitarias, protagonizando campañas para Amnistía Internacional, en los últimos tiempos denunciando la situación en Darfur. También ha colaborado en muchos otros proyectos solidarios: por ejemplo el año pasado participó para la subasta benéfica veraniega del Aspen Filmfest con el fin de recaudar fondos.
Pertenece desde hace tiempo a la asociación The Peace Alliance Campaign to Establish, que pide la creación en Estados Unidos de un departamento de Estado para la Paz. Es miembro de la junta de directores de El Fondo Lunchbox, organización benéfica que ofrece almuerzos a niños en edad escolar en África del Sur.
El 21 de enero de 2010 participó en un video junto con Miley Cyrus, para TWLOHA una campaña anti-suicidio. En abril de 2010 hizo un video para que las personas tomaran conciencia y no usen accesorios de reptiles. El video fue transmitido por PETA y YouTube.
En 2017, fue productor ejecutivo del documental What the Health, que se estrenó el 16 de junio de 2017 en Netflix. La película informa sobre los problemas que genera el consumo de carne roja y la carne procesada, incluida en la lista 1 de la OMS como alimento cancerígeno. Partiendo de los estudios de la OMS, el documental profundiza en la corrupción del gobierno estadounidense, y la de diversas asociaciones médicas patrocinadas por la industria de la carne y por la industria láctea.

## Filmografía

### Cine
| 1985 | Kids Don't Tell                       | Frankie               |
| 1986 | SpaceCamp                             | Max Graham            |
| 1987 | Russkies                              | Danny                 |
| 1988 | Testigo confidencial                  | Drew Blackburn        |
| 1989 | Parenthood                            | Garry Buckman-Lampkin |
| 1995 | Todo por un sueño                     | Jimmy Emmett          |
| 1997 | Inventing the Abbotts                 | Doug Holt             |
| 1997 | U Turn                                | Toby N. Tucker        |
| 1998 | Return to Paradise                    | Lewis McBride         |
| 1998 | Clay Pigeons                          | Clay Bidwell          |
| 1999 | 8mm                                   | Max California        |
| 2000 | The Yards                             | Willie Gutiérrez      |
| 2000 | Quills                                | Abate de Coulmier     |
| 2000 | Gladiator                             | Emperador Cómodo      |
| 2001 | Buffalo Soldiers                      | Ray Elwood            |
| 2002 | Señales                               | Merrill Hess          |
| 2003 | It's All About Love                   | John Maczwsky         |
| 2003 | Brother Bear                          | Kenai (voz)           |
| 2004 | The Village                           | Lucius Hunt           |
| 2004 | Hotel Rwanda                          | Jack Daglish          |
| 2004 | Ladder 49                             | Jack Morrison         |
| 2005 | Walk the Line                         | Johnny Cash           |
| 2007 | Reservation Road                      | Ethan Learner         |
| 2007 | We Own the Night                      | Bobby Green           |
| 2008 | Two Lovers                            | Leonard Kraditor      |
| 2010 | I'm Still Here                        | Él mismo              |
| 2012 | The Master                            | Freddie Quell         |
| 2013 | The Immigrant                         | Bruno Weiss           |
| 2013 | Her                                   | Theodore Twombly      |
| 2014 | Inherent Vice                         | Larry «Doc» Sportello |
| 2015 | Irrational Man                        | Abe Lucas             |
| 2017 | You Were Never Really Here            | Joe                   |
| 2018 | Don't Worry, He Won't Get Far on Foot | John Callahan         |
| 2018 | María Magdalena                       | Jesús de Nazareth     |
| 2018 | The Sisters Brothers                  | Charlie Sisters       |
| 2019 | Joker                                 | Arthur Fleck / Joker  |
| 2021 | C'mon C'mon                           | Johnny                |
| 2023 | Beau tiene miedo                      | Beau Wassermann       |
| 2023 | Napoleón                              | Napoleón Bonaparte    |
| 2024 | Joker: Folie à Deux                   | Arthur Fleck / Joker  |

### Como narrador en documentales
- Earthlings (2005)
- Unity (2015)
- Dominion (2018)

### Televisión
| Televisión | Televisión                      | Televisión       | Televisión                                     | Televisión |
| Año        | Título original                 | Papel            | Notas                                          |            |
| ---------- | ------------------------------- | ---------------- | ---------------------------------------------- | ---------- |
| 1982       | Seven Brides for Seven Brothers | Travis           | Episodio: «Christmas Song»                     |            |
| 1984       | The Fall Guy                    | Niño             | Episodio: «Terror U»                           |            |
| 1984       | ABC Afterschool Special         | Robbie Ellsworth | Episodio: «Backwards: the Riddle of Dyslexia»  |            |
| 1984       | Hill Street Blues               | Daniel           | Episodio: «The Rise and Fall of Paul the Wall» |            |
| 1984       | Murder, She Wrote               | Billy Donovan    | Episodio: «We're Off to Kill A Wizard»         |            |
| 1986       | Alfred Hitchcock Presents       | Pagey Fisher     | Episodio: «A Very Happy Ending»                |            |
| 1986       | MorningStar/Evening Star        | Doug Roberts     | 7 episodios                                    |            |
| 1989       | The New Leave It to Beaver      | Kyle Cleaver     | Episodio: «Still the New Leave It to Beaver»   |            |
| 1989       | Superboy                        | Billy Hercules   | Episodio: «Little Hercules»                    |            |